# Andrzej Litwornia
Andrzej Litwornia (ur. 5 października 1943, zm. 16 marca 2006 w Udine (Włochy)) – polski historyk literatury, eseista.
Absolwent Uniwersytetu Wrocławskiego (uczeń Czesława Hernasa), asystent i adiunkt w Instytucie Filologii Polskiej Uniwersytetu Wrocławskiego. Od 1979 roku we Włoszech, profesor uniwersytetów w Udine i Pizie, znawca kultury włoskiej, propagator kultury polskiej i polskiego dziedzictwa literackiego we Włoszech. Współpracował z Instytutem Badań Literackich PAN. Zaprzyjaźniony z Gustawem Herlingiem-Grudzińskim i rodziną jego żony - córki Benedetto Croce, był realizatorem i współautorem scenariusza polskiego filmu dokumentalnego Herling – Fiołki w Neapolu – reż. Tomasz Orlicz (2003).

## Twórczość
- Sebastian Grabowiecki: zarys monograficzny (Zakład Narodowy im. Ossolińskich 1976)
- W Rzymie zwyciężonym Rzym niezwyciężony. Spory o Wieczne Miasto (1575-1630) (IBL PAN 2003, ISBN 83-87456-97-7)
- Dantego któż się odważy tłumaczyć? Studia o recepcji Dantego w Polsce (IBL PAN 2005, ISBN 83-89348-46-2)
- Rzym Mickiewicza. Poeta nad Tybrem 1829-1831 (Prószyński i Ska 2005, ISBN 83-7469-225-1)

## Prace redakcyjne
- La porta d'Italia. Diari e viaggiatori polacchi in Friuli - Venezia Giulia dal XVI al XIX secolo (wespół z Lucia Burello; Forum, Udine 2000, ISBN 88-8420-023-7)

## Tłumaczenia
- Bronisław Geremek, I bassifondi di Parigi nel medioevo: il mondo di François Villon (wespół z Renzo Panzone; Roma, Bari, Ed. Laterza, 1990).